# 隆鱷屬

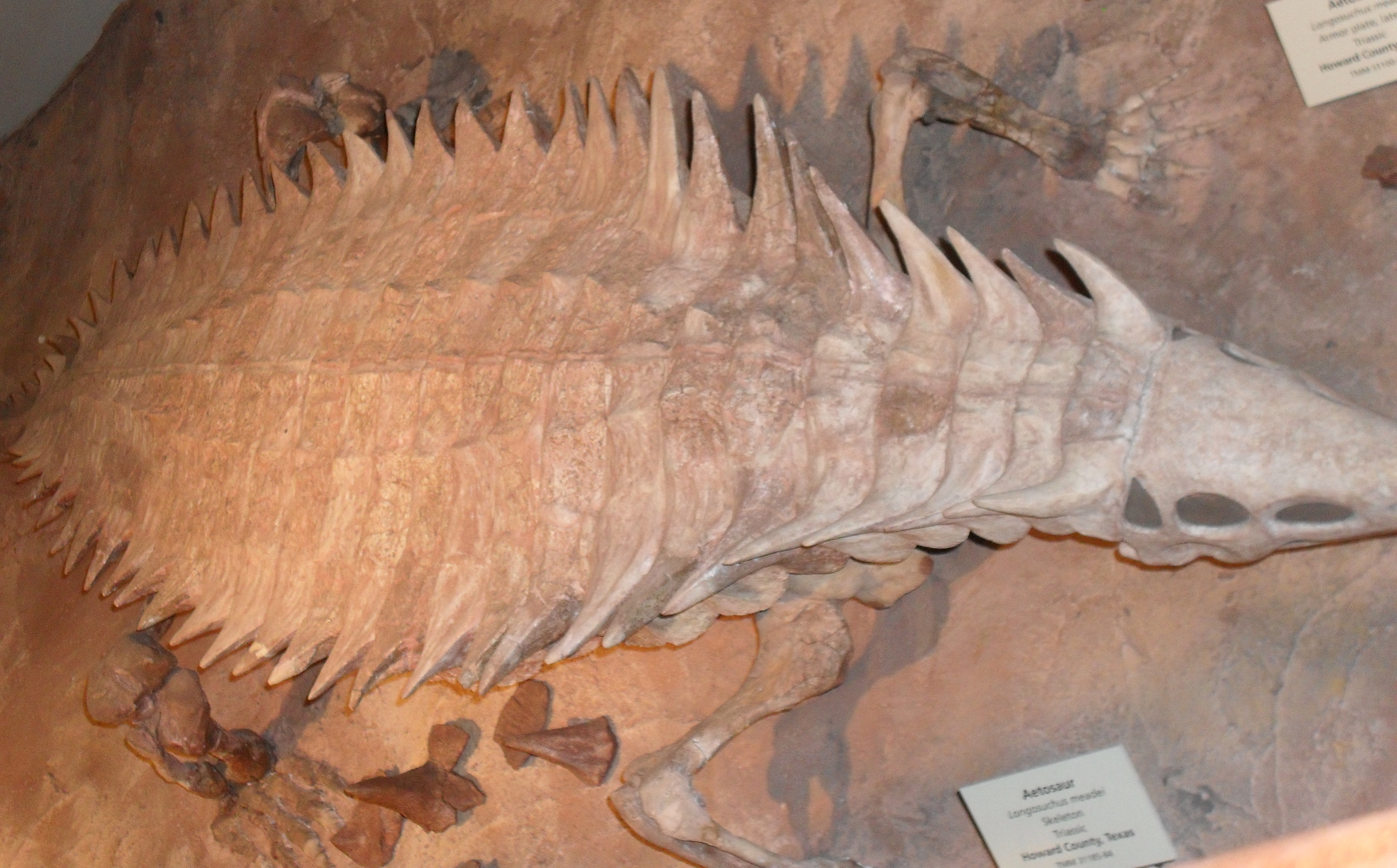
隆鱷的骨架模型

隆鱷屬（學名：Longosuchus）是種已滅絕堅蜥目，生存於三疊紀晚期的北美洲。學名是以美國古脊椎動物學家Robert A. Long為名。隆鱷的身長約3公尺。